# Camarhynchus heliobates
Camarhynchus heliobates là một loài chim trong họ Thraupidae.
Đây là loài bản địa quần đảo Galapagos.